# Зора Прица
Зора Прица (Сењ, 1845~1883 — 1915~1922) била је српски педагог, књижевник, један од оснивача Школе за рецитацију, естетичку гимнастику и живе језике, у којој су се изучавали глума, покрет, енглески, француски и немачки језик, сарадница часописа Женски свет и чланица уређивачког одбора Српкиње из 1913. године.

## Живот и каријера
Рођена је у Сењу, у коме је завршила прва два разреда основне школе. Трећи и четврти разред окончала је у Глини у Хрватској. У Глини, Сомбору и Новом Саду похађала је основне и више девојачке школе. У Загребу је упоредо похађала хуманистичке студије на Лицеју и часове музике у Глазбеном заводу.
Студирала је филологију (енглески, француски и немачки језик) на циришком универзитету, а у Лондону посећивала предавања из модерне филологије и психологије.
Након завршених студија у иностранству, неколико месеци радила је као педагог с младим Српкињама у Заводу Свете Мајке Ангелине у Пешти, али је убрзо отишла у приватну женску гимназију у Минхену.
Са драгоценим искуством стеченим у Немачкој, 1910. године, вратила се у Србију и запослила у Женској гимназији у Београду.
У педагошком раду била је веома савремена за своје време и стално је указувала на значај образовања, рада, манира и друштвене ангажованости жена, говорећи:
| „ | „Свесна Српкиња се је ослободила од сентименталног конзервативизма, и дилетантске празновере, да је срамота радити...“ Међутим, женско средње образовање, будући „енциклопедијско“, није корисно јер „преоптерећује памћење... а не негује продуктивност... " | ” |

Лоши услови живота, приморали су је да држи много приватних часова, и зато не успева да се у жељеној мери посвети књижевном раду. Током 1910. године са Маријом Магом Магазиновић, а уз подршку Јаше Продановића, отворила је „Школу за рецитацију, естетичку гимнастику и живе језике“, у којој су се изучавали глума, покрет, енглески, француски и немачки језик. Сарадница часописа Женски свет и чланица уређивачког одбора Српкиње из 1913. године.